# Detroit Electric

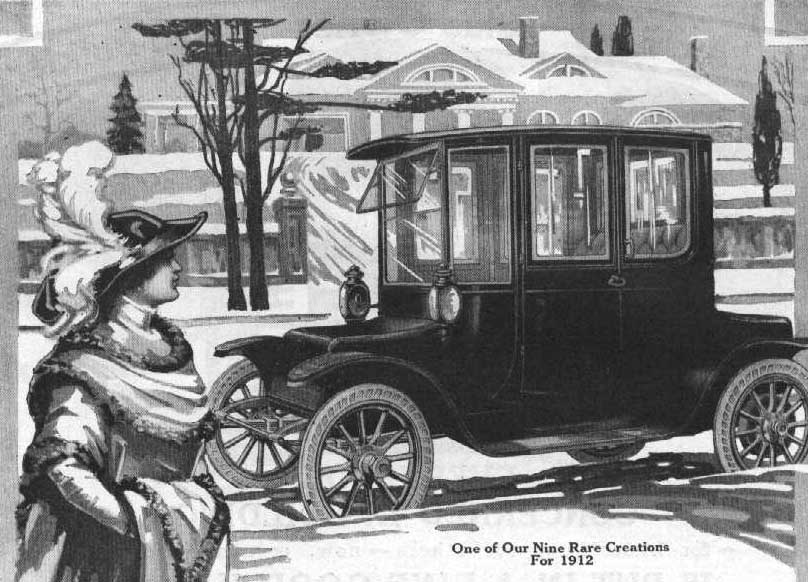
O mașină Detroit Electric

Detroit Electric (1907 - 1939) a fost o marcă de automobil produsă de Compania de automobile electrice Anderson Electric în Detroit, Michigan.

## Istoric
Anderson a fost cunoscut anterior ca fiind Compania de Transport Anderson (1911), producând autovehicule de transport și remorci începând cu 1884. Producția de automobile electrice, alimentate de baterii cu acid și plumb reîncărcabile a început în 1907. Pentru suma de 600 $ în plus o baterie nichel-fier, model Edison, a fost disponibilă din 1911 până în 1916. Automobilele deși fuseseră prezentate ca atingând lejer 80 mile (130 kilometri) între două reîncărcări, au reușit într-un test  să parcurgă 211,3 mile (340,1 km) cu doar o încărcare. Viteza maximă atinsă a fost doar de aproximativ 20 mile pe oră (32 km/h), dar acest lucru a fost considerat ca fiind acceptabil pentru condusul în interiorul limitelor pentru comune și sate din acea vreme.
Detroit Electric a fost vândut în principal șoferilor femei și medicilor care doreau o pornire independentă și rapidă fără solicitarea fizică cerută la pornirea cu levier a primelor motoare cu ardere internă.  O afirmare a rafinamentului mașinii a fost subtil făcută publicului prin intermediul aspectului său ce includea pentru prima oară utilizarea geamurilor curbate în producția de automobile, o caracteristică scumpă și complexă a procesului tehnologic.
Vârful de producție a companiei a fost atins în 1910 prin vânzarea a aproximativ 100 până la 200 mașini pe an. Până la sfârșitul deceniului Detroit Electric a fost ajutat de prețul ridicat al benzinei datorat primului război mondial. În 1920 numele companiei Anderson  a fost schimbat în „Compania de Automobile Detroit Electric” deoarece producția de automobile a fost separată în divizia de afaceri (devenind o componentă a lui Murray Body) și divizia de motoare/dispozitive de direcție (Elwell-Parker).
Pe măsură ce îmbunătățirea automobilelor cu motoare cu ardere internă a devenit tot mai comună și mai ieftină, vânzările lui Electric au scăzut în 1920 dar compania a rămas în afacere prin producția lui Detroit Electric până după căderea bursei din 1929. Compania a fost înregistrată ca falimentară, dar a fost achiziționată și menținută în afaceri la o scară mai redusă timp de câțiva ani pentru construcția de mașini ca răspuns la comenzi speciale. Ultimul Detroit Electric a fost livrat în 23 februarie 1923, (deși ele au mai fost disponibile până în 1942),[1] deși în ultimii ani automobilele au mai fost fabricate în foarte puține exemplare.
Persoane de seamă au deținut Detroit Electric, printre care s-au aflat Thomas Edison, Charles Proteus Steinmety, Mamie Eisenhower[2] și John D. Rockefeller jr. care a avut o pereche de mașini decapotabile Model 46. Clara Ford, soția lui Henry Ford, a condus Detroit Electric din 1908, când Henry i-a cumpărat un Model C coupe cu un scaun special de copil. A treia sa mașină a fost un Model 47 coupe din 1914.
Detroit Electric poate fi vazut în diverse muzee de automobile, de exemplu, în Muzeul Auto Mondial Belgian din Bruxelles, și în Altlußheim, în Germania. Un Detroit Electric foarte frumos restaurat și funcțional, deținut de Colegiul Unional, se află în Edison Exploratorium aflat în Schenectady, New York.

## Revenirea din 2008
Detroit Electric a fost un automobil electric de la începutul secolului 20, "poate cel mai popular din istorie", după spusele lui Albert Lam, președinte și director executiv. Compania de automobile electrice Anderson Electric a început construirea de automobile sub marca Detroit Electric cu mai mult de 100 ani în urmă[3].
În 7 februarie 2008 la anunțarea unei fuziuni, US electric car pioneer și China Youngman Automotive Group au anunțat că vor reînvia marca veche de 100 ani a automobilului electric Detroit Electric pentru un grup comun de fabricație a autovehiculelor pentru a aduce pe piață noi tehnologii pentru vehicule.
În august 2008, condusă de Albert Lam, președinte și director executiv, o conducere externă a Detroit Electric  a fost în sfârșit finalizată prin includerea firmelor ZAP și China Youngman Automobile Group.  În documentul de asociere, ZAP și China Youngman Automobile Group au fost de acord  să își vândă drepturile de proprietate parte din Detroit Electric pentru 750000 $, sumă ce fusese investită inițial.
În conformitate cu un document atașat de către Comisia S.U.A. pentru titluri de valoare și schimb la dosarul de asigurări al asociației Detroit Electric, numită astfel după compania americană producătoare de automobile electrice cea mai  veche și funcțională încă, aceasta a fost lansată în septembrie 2007 împreună cu Youngman. Numită inițial EV Holdings Ltd. și înregistrată în Hong Kong, asociația a fost rebotezată Detroit Electric la începutul anului 2010. ZAP și Youngman au fost inițial  de acord să investească un total de 100 milioane $ în asociație, dar companiile au fost rapid de acord să revizuiască această sumă la doar 2,5 – 5 milioane $ fiecare.  Totuși, chiar și așa trunchiată, acea investiție nu a fost făcută niciodată, iar atât ZAP cât și Youngman  n-au reușit să aducă pe linie de plutire din punct de vedere financiar nou născuta Detroit Electric, așa cum se menționează în raportul Comisiei S.U.A. pentru titluri de valoare și schimb.
Detroit Electric a anunțat recent o înțelegere în derulare cu Proton Holdings în Malaezia. În conformitate cu această înțelegere, Detroit Electric va înregistra două platforme de vehicule Proton și va ajunge la o înțelegere cu Proton pentru a asambla vehicule electrice ce vor fi comercializate sub marca Detroit Electric. Această înțelegere va produce Detroit Electric pe o bază primară de producție. 

## Parteneriatul cu Proton

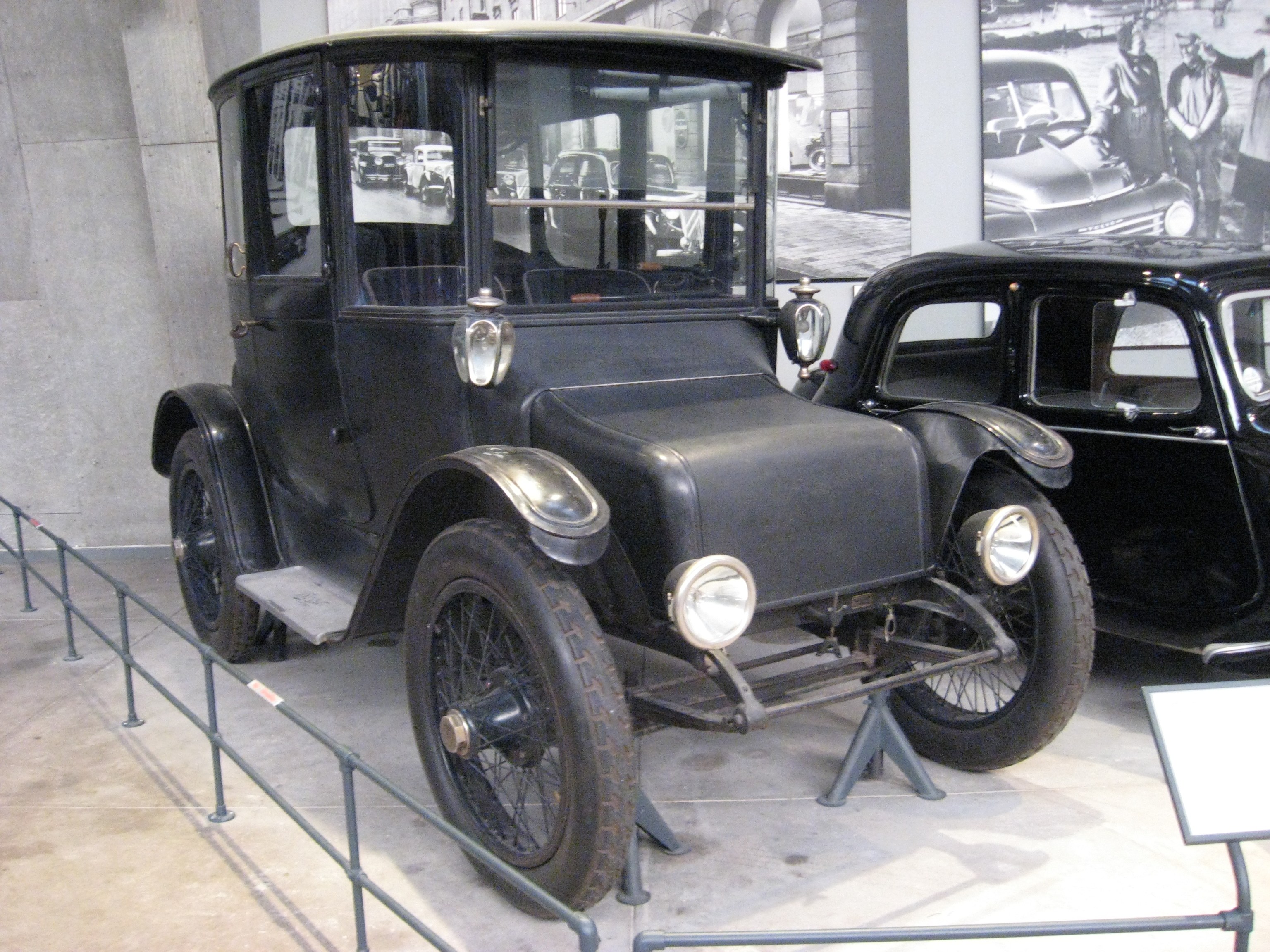

În 31 martie 2009 Detroit Electric  a făcut publice planurile de scoatere pe piață a unor vehicule electrice la prețuri acceptabile pentru întreaga lume la sfârșitul anului 2010 în parteneriat cu Proton. Proton, care produce în mod curent un total de 270000 de vehicule în diverse modele în Malaezia, a ajuns in vârful clasamentului mărcilor de automobile când populara sa Persona a fost nominalizată Cel mai bun model al anului la Premierea Frost & Sullivan ASEAN Automotive în 2008. Compania este de-asemenea cel mai mare investitor din Malaezia în domeniul cercetării și dezvoltării, cheltuind 1,2 miliarde $ (4,6 miliarde Ringgit malaezieni – moneda națională a Malaeziei) între 1993 și 2003.
Vehiculele vor fi produse pe baza sistemului de conducere unic, brevetat de Detroit Electric, ce va reduce foarte mult dimensiunile și greutatea motorului electric. Tehnologia motorului cu flux magnetic care stă la baza proiectului, precum și Tehnologia bateriei litiu polimer va permite motoarelor pur electrice să aibă o autonomie de încărcare pentru 180 km (111 mile) pentru modelele de oraș și 325 km (200 mile) pentru modelele cu rază mărită de acțiune.
Din 2012, Detroit Electric plănuiește să vândă mai mult de 270000 Vehicule Pur Electrice în Europa, Marea Britanie. China și Statele Unite. Vehiculele se vor vinde cu prețuri cuprinse între 23000 $ și 26000 $ pentru modelele de oraș și între 28000 $ și 33000 $ pentru modelele cu rază mărită de acțiune. Schimbări de stil vor diferenția vehiculele Detroit Electric de cele existente ale firmei Proton.
În completare la anunțul parteneriatului cu Proton din martie, Detroit Electric a anunțat formarea Laboratorului pentru propulsii avansate Detroit Electric, care va produce motorul și dispozitivele de direcție. Laboratorul pentru propulsii avansate Detroit Electric și Fabrica de producție sunt propuse a fi construite în Malaezia aproape de construcțiile Proton. Din 2012, cele două fabrici de producție vor produce mai mult de 400000 sisteme electrice de conducere, creând mii de locuri de muncă și susținând cererile interne ale Detroit Electric precum și pe cele ale terților OEM (original equipment manufacturer – producători ce modifică marfa și o vând, asigură garanție, suport și licență sub nume propriu).
Detroit Electric va fi responsabil cu omologarea vehiculelor și a certificatelor acestora pe piețele din S.U.A. și Europa, unde modelele sunt prevăzute a fi vândute în primul trimestru al lui 2010 (Uniunea Europeană, Marea Britanie, China, urmate aproape de S.U.A.). Detroit Electric își va asuma toate garanțiile și pasivele, în timp ce Proton va garanta pentru construcția vehiculelor și componentele standard.
Înțelegerea dintre Detroit Electric și Proton va iniția de-asemenea testarea și validarea programului prin care Proton va evalua Dispozitivul electric de direcție al lui Detroit Electric cu intenția de a legaliza dreptul de distribuție, publicitate și vânzare a vehiculelor sub marca Proton în Asia.

### Istoricul lui Detroit Electric
- http://www.ctrc.org/projects/trolleys-and-trolleybarn/1916-detroit-electric-touring-car.html
- http://www.forneymuseum.com/DetroitElectric.htm
- http://www.ktsmotorsportsgarage.com/amelia01/pages/detroit.shtml Arhivat în 31 decembrie 2002, la Wayback Machine.
- http://www.autovision-tradition.de/
- http://detroit-electric.co.uk/media_centre.php?page=0 Arhivat în 7 octombrie 2010, la Wayback Machine.